# بوصير جليلي
البوصير الجليلي (باللاتينية: Verbascum galilaeum) نوع نباتي يتبع جنس البوصير من الفصيلة الغدبية.

## الموئل والانتشار
موطنه بلاد الشام وتركيا.